# Kion Group
Kion Group AG, estilitzat com KION Group, és una empresa multinacional d'equipament logístic amb seu a Frankfurt del Main, Alemanya.
L'estructura de la companyia està dividida en tres segments: vehicles industrials, cadena de subministrament i serveis corporatius. La primera divisió s'encarrega de la fabricació i venda de vehicles industrials sota les marques Linde Material Handling, STILL, Baoli, Fenwick i OM. La segona branca, solucions de cadena de subministrament, s'encarrega de proveir equipament i programari d'automatització de magatzems logístics a través de la marca Dematic. Finalment, el segment de serveis corporatius incorpora els departament de tecnologia de la informació i serveis financers. L'any 2023 el 74% dels ingressos procedien de la divisió de vehicles industrials mentre que la resta provenien del segment de cadena de subministrament.
L'empresa va ser fundada el 24 d'octubre del 2006 com a escissió de les operacions d'equipament logístic de Linde. El 2008 la companyia va vendre un total de 150.000 vehicles industrials, sent el principal fabricant d'aquests vehicles a Europa. El 2024 KION Group tenia una plantilla de 42.325 treballadors, va ingressar un total de 12,5 mil milions de dòlars i va aconseguir un benefici net de 373 milions de dòlars.